# Anita Rivas
Anita Carolina Rivas Párraga (Puerto Francisco de Orellana, 4 de mayo de 1972) es una política ecuatoriana que ocupó la alcaldía de Puerto Francisco de Orellana entre 2005 y 2018.

## Biografía
Nació el 4 de mayo de 1972 en Puerto Francisco de Orellana, provincia de Orellana. Realizó sus estudios secundarios en los colegios Padre Miguel Gamboa y Los Pinos y los superiores en la Universidad Técnica Particular de Loja, donde obtuvo los títulos de licenciada en ciencias sociales y abogada.
Se inició en la vida pública en 1990 al ser nombrada reina de Puerto Francisco de Orellana. El año siguiente ingresó a trabajar al municipio local, desempeñándose a lo largo de los años como secretaria de la Comisaría Municipal, directora del departamento de cultura, promotora de programas de educación ambiental, entre otros.
En las elecciones seccionales de 2000 fue elegida concejala cantonal de Puerto Francisco de Orellana para el periodo 2000-2005. Durante los dos primeros años de su periodo ocupó el cargo de vicealcaldesa.
En 2004 fue elegida alcaldesa de Puerto Francisco de Orellana por la alianza entre el movimiento Pachakutik, la Democracia Popular y el Partido Social Cristiano. En 2009 fue reelegida por Pachakutik.
A finales de 2007 participó en una serie de protestas contra el gobierno central en la comunidad de Dayuma. Las mismas llevaron al establecimiento de toque de queda en toda la provincia y al apresamiento de la prefecta de Orellana, Guadalupe Llori. El ministro de gobierno Fernando Bustamante Ponce responsabilizó por los disturbios a Llori y a la alcaldesa Rivas.
Para las elecciones seccionales de 2014 fue elegida para un tercer periodo, esta vez de la mano del movimiento oficialista Alianza PAIS.
En diciembre de 2018 renunció a la alcaldía.